# Davekjauratj (Arjeplogs socken, 734606-161357)
Davekjauratj är en sjö i Arjeplogs kommun i Lappland och ingår i Piteälvens huvudavrinningsområde. Sjön har en area på 0,18 kvadratkilometer och ligger 616,2 meter över havet. Davekjauratj ligger i Ståkke-Bårgå fjällurskog Natura 2000-område.

## Delavrinningsområde
Davekjauratj ingår i det delavrinningsområde (734718-161258) som SMHI kallar för Utloppet av Harrok. Medelhöjden är 643 meter över havet och ytan är 10,95 kvadratkilometer. Det finns inga avrinningsområden uppströms utan avrinningsområdet är högsta punkten. Vattendraget som avvattnar avrinningsområdet har biflödesordning 3, vilket innebär att vattnet flödar genom totalt 3 vattendrag innan det når havet efter 216 kilometer. Avrinningsområdet består mestadels av skog (37 procent), öppen mark (17 procent), sankmarker (19 procent) och kalfjäll (14 procent). Avrinningsområdet har 1,32 kvadratkilometer vattenytor vilket ger det en sjöprocent på 12 procent.